# Аномальна спека в східній Європі (2010)
Аномальна спека в східній Європі (2010) — період з аномально спекотною погодою в країнах сходу Європи в липні-серпні 2010 року. Був викликаний малорухливим антициклоном, який встановився над центром Росії. Найбільша спека спостерігалась в ряді регіонів центру та заходу Росії та на сході України. Температурні показники на 5-10 °C перевищували кліматичну норму.
В цілому ряді пунктів було перевищено історичні абсолютні максимуми температури. 12 серпня 2010 року у місті Луганську зафіксовано найвищу температуру повітря в Україні за весь період метеоспостережень — +42 °C  [Архівовано 6 серпня 2010 у Wayback Machine.].

## Нові річні рекорди
На початку серпня температура досягла рекордних значень, в деяких містах перевищивши 40 °C. Було перекрито ряд історичних максимумів в багатьох містах України.
| Місто       | Метеостанція        | Максимум | Дата встановлення             |
| ----------- | ------------------- | -------- | ----------------------------- |
| Донецьк     | міська метеостанція | +39,1    | 10 серпня 2010                |
| Запоріжжя   | міська метеостанція | +40,2    | 11 серпня 2010                |
| Луганськ    | міська метеостанція | +42,0    | 12 серпня 2010                |
| Сімферополь | міська метеостанція | +39,5    | 8 серпня 2010                 |
| Харків      | міська метеостанція | +39,8    | 8 серпня 2010; 10 серпня 2010 |
| Херсон      | міська метеостанція | +40,7    | 8 серпня 2010                 |

 ( [Архівовано 23 квітня 2013 у Wayback Machine.])
Спека супроводжувалась тривалою посухою, що викликало лісові пожежі та пошкодження врожаю. В ряді міст (Москва, Київ. Дніпропетровськ) через лісові та торфові пожежі виник смог. У Росії через пожежі загинуло більше 50 людей  [Архівовано 18 серпня 2010 у Wayback Machine.]. У Москві вдвічі зріс рівень смертності (до 700 осіб при середньому показникові 360—380)  [Архівовано 17 серпня 2010 у Wayback Machine.].

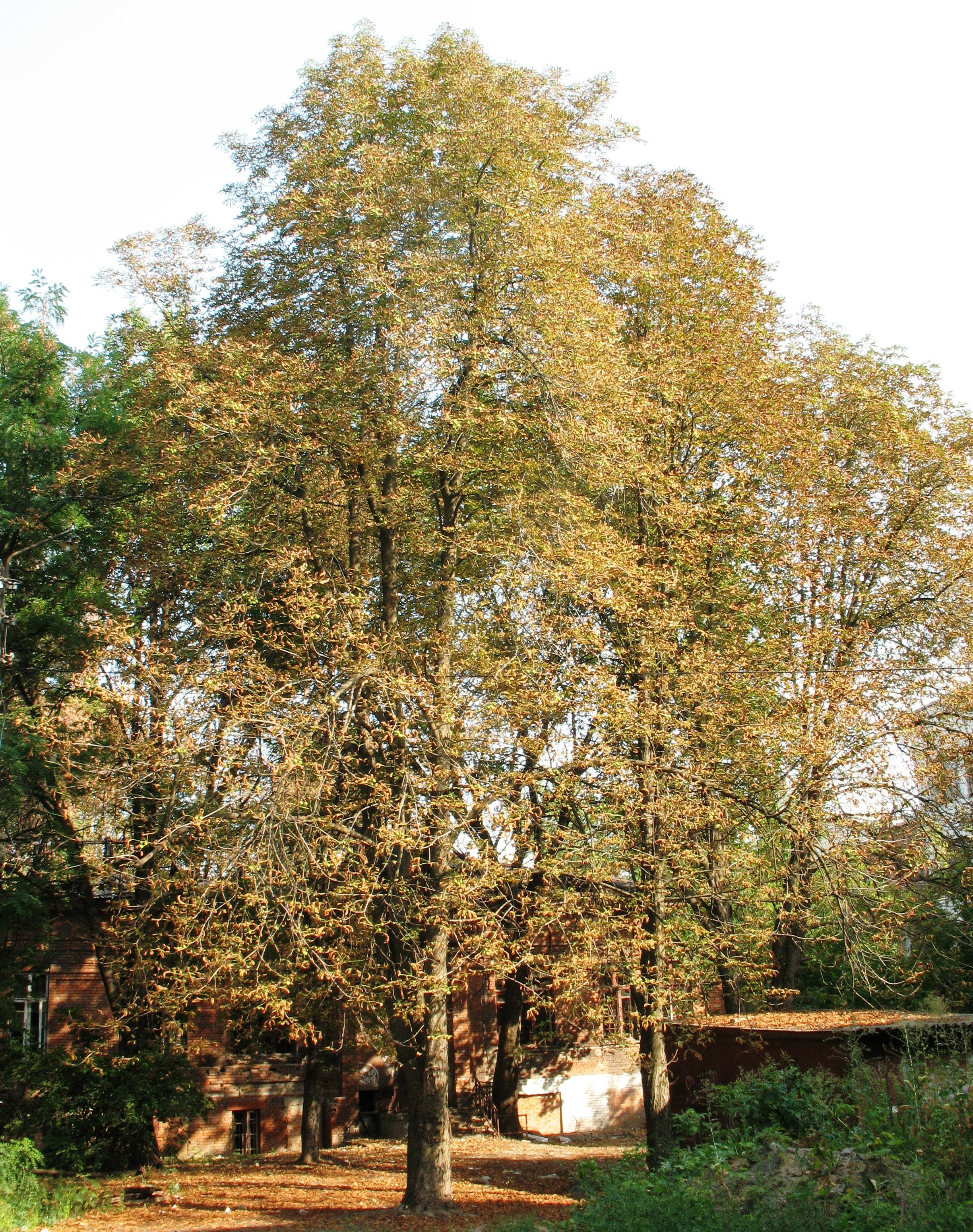
Засохлі каштани в Харкові
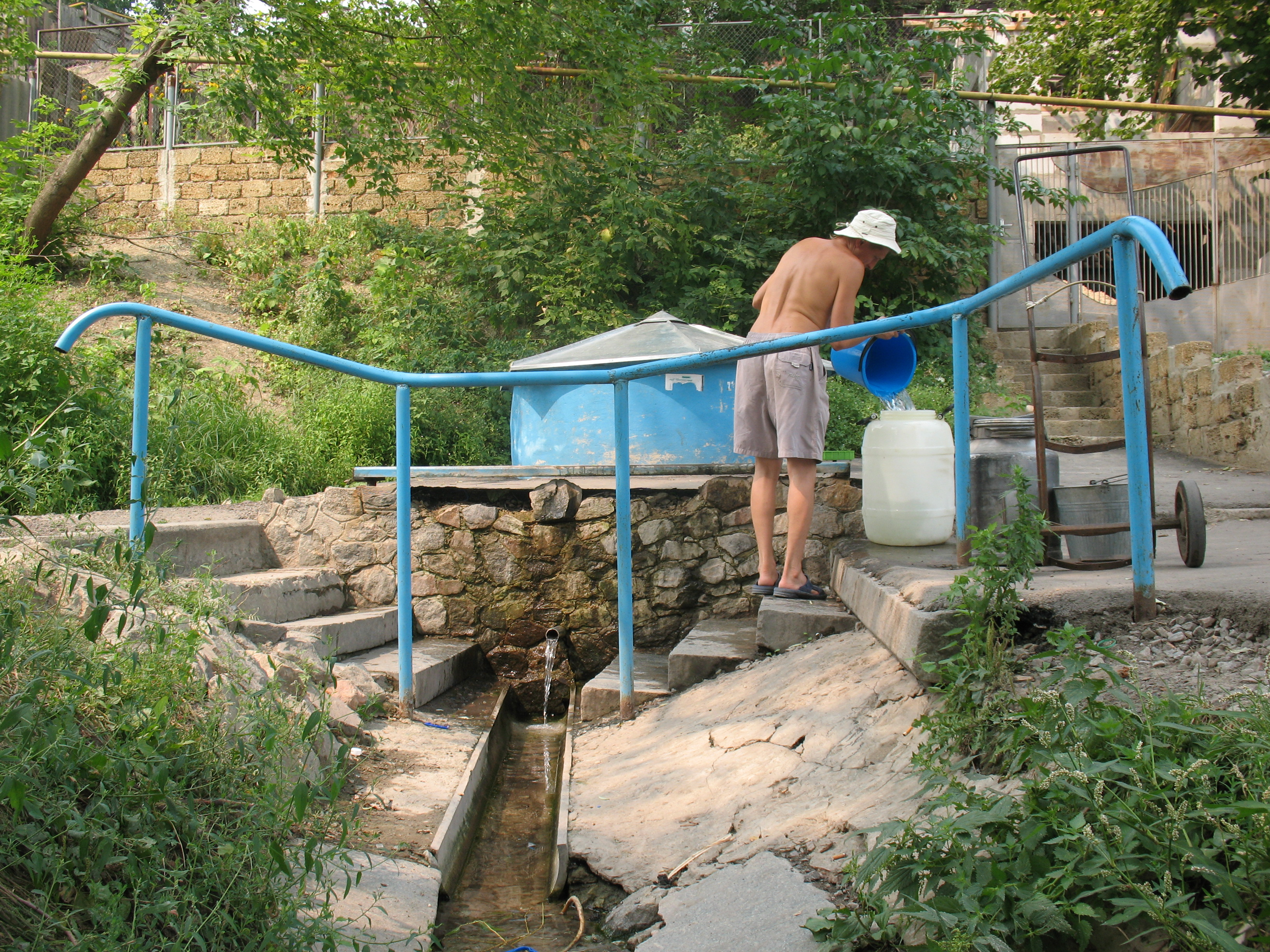
Вода з джерела допомагає втамувати спрагу
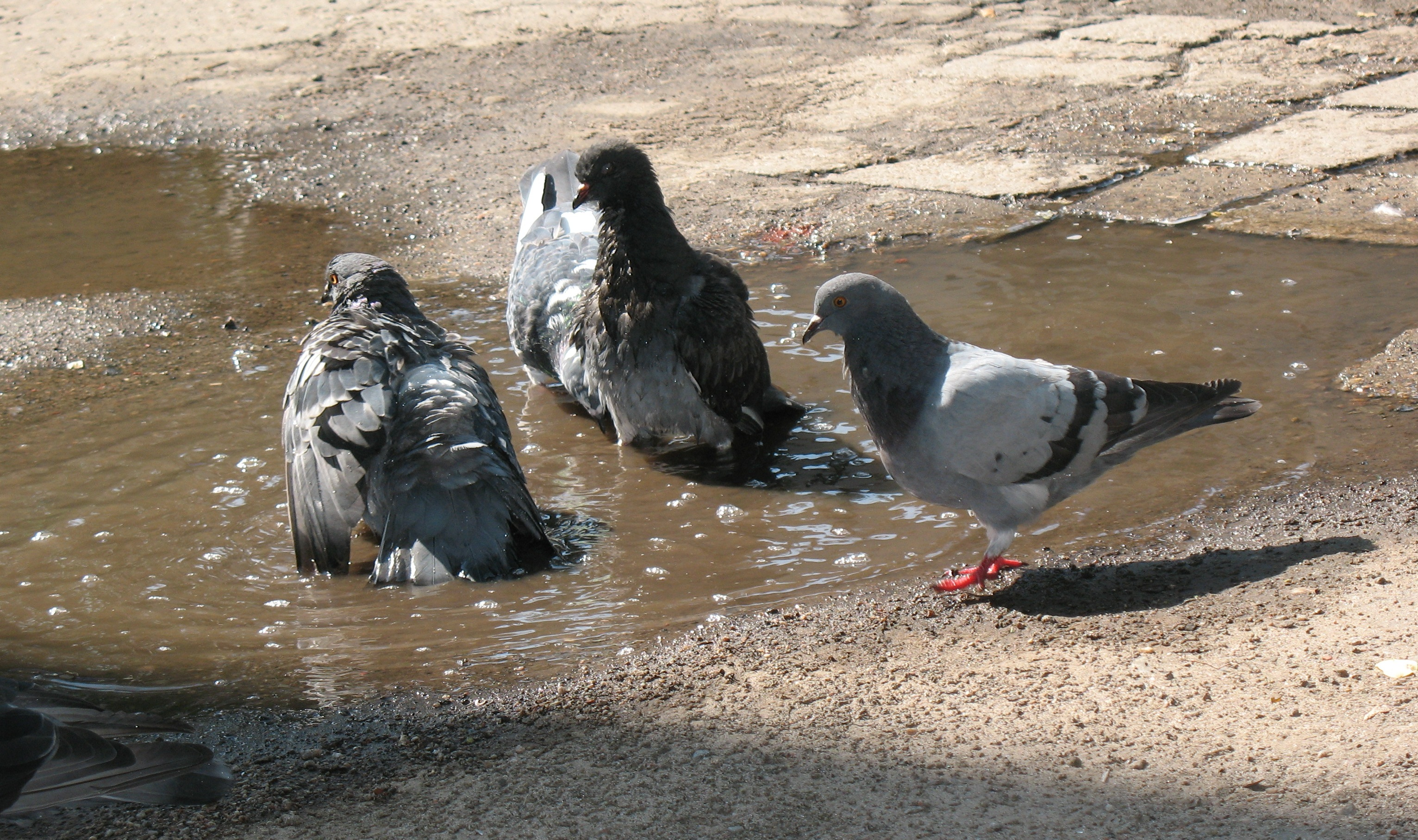
Голуби в калюжі під час спеки